# Dance the Night
«Dance the Night» es una canción interpretada por la cantante albanobritánica Dua Lipa. Fue lanzada el 25 de mayo de 2023 a través de Atlantic y Warner Records como el sencillo principal de Barbie: The Album, la banda sonora de la película de 2023 Barbie. Lipa y Caroline Ailin la escribieron con los productores de la canción Andrew Wyatt y Mark Ronson; los Picard Brothers también contribuyeron con la producción. Una canción disco que cuenta con un violonchelo, un violín, una viola, cuerdas y un bajo en su instrumentación, «Dance the Night» se trata de bailar durante toda la noche a pesar de soportar la tristeza. El videoclip, que presenta un cameo de Greta Gerwig, fue lanzado junto con la canción.
«Dance the Night» alcanzó el puesto número uno en el Reino Unido, convirtiéndose en el cuarto sencillo número uno de Lipa en el país. En Estados Unidos, la canción alcanzó el puesto número seis en la Billboard Hot 100, convirtiéndose en el quinto sencillo de la cantante en situarse en el top 10 en el país. Además, la canción alcanzó el puesto número uno en Bélgica e Irlanda, mientras que se situó en el top 10 en Alemania, Australia, Austria, Canadá, Dinamarca, Francia, Nueva Zelanda, Países Bajos, Rusia y Suiza.

## Antecedentes
En abril de 2023, se anunció que Lipa se había unido al elenco de la película de comedia fantástica de Greta Gerwig Barbie. El 22 de mayo de 2023, Lipa anunció que «Dance the Night» se lanzaría el 26 de mayo de 2023 a las 0:00 GMT como el sencillo principal de la banda sonora. El anuncio incluyó un fragmento de la canción que sonaba en un clip donde Lipa se quita los tacones que llevaba puesto, recreando una toma del pie arqueado de Margot Robbie en el segundo avance de Barbie, antes de lanzar un beso a la cámara. George Griffiths de Official Charts Company comentó que el fragmento de la canción sonaba como un regreso «a los sonidos empapados de disco de Future Nostalgia... con un brillo plástico, por supuesto». Jennifer Zhan de Vulture comentó que su lanzamiento marcó la muerte de un meme viral sobre el giro de cadera de Lipa, ya que las noticias al respecto reemplazaron a este último en la parte superior de los resultados de búsqueda.
Antes de firmar para producir la banda sonora de Barbie, el productor Mark Ronson recibió un mensaje de texto del productor greco-estadounidense George Drakoulias que simplemente decía: «¿Barbie?». Antes de la producción, la directora Greta Gerwig necesitaba una canción disco que fuera la base de un número de baile altamente coreografiado, así que le envió a Ronson una lista de reproducción de lo que estaba buscando. Ronson y su colega Andrew Wyatt crearon una pista de acompañamiento que a Gerwig le encantó y usó para los ensayos de baile. Esta canción más tarde se convertiría en «Dance the Night».

## Composición
«Dance the Night» tiene una duración de 2 minutos y 56 segundos. Andrew Wyatt, Mark Ronson y los Picard Brothers produjeron la canción. Wyatt toca el bajo y el sintetizador, Ronson toca la guitarra y el piano Rhodes, los Picard Brothers tocan los teclados y la programaron con su ingeniero Brandon Bost. Cuenta con un violonchelo, un violín y una viola en su instrumentación, y fue mezclado por Serban Ghenea con la asistencia de Bryce Bordone.
«Dance the Night» es una canción disco. La canción incorpora «cuerdas clásicas y bajo de funk». Thania García de Variety lo describió como «un número hábil de disco-pop». En el coro, Lipa canta la letra: «Mírame bailar toda la noche / Mi corazón podría estar ardiendo pero no lo verás en mi cara / Mírame bailar, bailar toda la noche / Todavía mantengo la fiesta en marcha». Ella compara las lágrimas que corren por su rostro mientras llora con los diamantes.

## Video musical
El videoclip de «Dance the Night» fue lanzado junto con la canción. Cuenta con una aparición de Gerwig, y clips de la película donde aparecen Margot Robbie, Issa Rae, Emma Mackey y otros actores del reparto. El video musical empieza con Lipa llegando al set para el mismo videoclip. Una bola de disco gigante cae al suelo y el video se detiene con una Lipa sorprendida y el texto «Esta Barbie está haciendo un video musical.» a lado de ella; en este momento, la canción empieza. A lo largo del video, se ve a Lipa realizando una coreografía con bailarinas de respaldo en diferentes partes del set. El video termina con una aparición de Gerwig, quien pregunta sobre el paradero de la bola de disco gigante. Evan Minsker de Pitchfork resumió el video: «Lipa dirig[e] una compañía de bolas de disco que bailan, [se] pone al volante de un descapotable rosa Barbie y baila en un escenario rosa intenso». Cuenta con frascos de perfume de tamaño natural, y Larisha Paul de Rolling Stone afirmó que es «tanto brillo y glamur como escapismo e inquietud».

## Posicionamiento en listas

### Listas semanales
| Listas (2023)                             | Mejor posición |
| ----------------------------------------- | -------------- |
| Argentina (Argentina Hot 100)             | 37             |
| Argentina (Monitor Latino)                | 1              |
| Australia (ARIA)                          | 3              |
| Alemania (Official German Charts)         | 7              |
| Austria (Ö3 Austria Top 40)               | 4              |
| Bélgica (Ultratop 50 Flandes)             | 1              |
| Bélgica (Ultratop 50 Valonia)             | 1              |
| Bolivia (Monitor Latino)                  | 10             |
| Brasil (Top 100 Brasil)                   | 52             |
| Brasil (Top 10 Pop Internacional)         | 2              |
| Bulgaria (PROPHON)                        | 1              |
| Canadá (Canadian Hot 100)                 | 4              |
| Canadá (Canada AC)                        | 2              |
| Canadá (Canada CHR/Top 40)                | 1              |
| Canadá (Canada Hot AC)                    | 1              |
| CEI (TopHit)                              | 1              |
| Chile (Monitor Latino)                    | 6              |
| Corea del Sur (Circle Download)           | 138            |
| Croacia (HRT)                             | 1              |
| Dinamarca (Tracklisten)                   | 8              |
| Ecuador (National-Report)                 | 6              |
| El Salvador (Monitor Latino)              | 11             |
| Eslovaquia (Rádio Top 100)                | 5              |
| Eslovaquia (Singles Digitál Top 100)      | 7              |
| España (PROMUSICAE)                       | 48             |
| Estados Unidos (Billboard Hot 100)        | 6              |
| Estados Unidos (Adult Contemporary)       | 7              |
| Estados Unidos (Adult Top 40)             | 1              |
| Estados Unidos (Dance/Mix Show Airplay)   | 6              |
| Estados Unidos (Mainstream Top 40)        | 1              |
| Estados Unidos (Rhythmic)                 | 37             |
| Finlandia (Suomen virallinen lista)       | 33             |
| Francia (SNEP)                            | 5              |
| Grecia (IFPI)                             | 8              |
| Hong Kong (Billboard)                     | 21             |
| Hungría (Dance Top 40)                    | 2              |
| Hungría (Rádiós Top 40)                   | 1              |
| Hungría (Single Top 40)                   | 11             |
| Irlanda (IRMA)                            | 1              |
| Islandia (Plötutíðindi)                   | 3              |
| Israel (Media Forest)                     | 1              |
| Italia (FIMI)                             | 20             |
| Japón (Billboard Japan Hot Overseas)      | 1              |
| Letonia (LAIPA)                           | 16             |
| Líbano (Lebanese Top 20)                  | 2              |
| Lituania (AGATA)                          | 14             |
| Luxemburgo (Billboard)                    | 1              |
| Malasia (Billboard)                       | 25             |
| Malasia (RIM)                             | 19             |
| México (Monitor Latino)                   | 16             |
| Mundo (Billboard Global 200)              | 3              |
| Nigeria (TurnTable Top 100)               | 41             |
| Noruega (VG-lista)                        | 13             |
| Nueva Zelanda (Recorded Music NZ)         | 5              |
| Países Bajos (Dutch Top 40)               | 1              |
| Países Bajos (Single Top 100)             | 4              |
| Panamá (Monitor Latino)                   | 2              |
| Panamá (PRODUCE)                          | 5              |
| Paraguay (Monitor Latino)                 | 2              |
| Perú (Hot 100 Perú)                       | 33             |
| Polonia (Polish Airplay Top 100)          | 3              |
| Polonia (Polish Streaming Top 100)        | 13             |
| Portugal (AFP)                            | 18             |
| Reino Unido (OCC)                         | 1              |
| República Checa (Rádio – Top 100)         | 1              |
| República Checa (Singles Digitál Top 100) | 7              |
| Rusia (TopHit)                            | 4              |
| San Marino (Radio San Marino RTV)         | 4              |
| Singapur (RIAS)                           | 8              |
| Suecia (Sverigetopplistan)                | 25             |
| Suiza (Schweizer Hitparade)               | 3              |
| Surinam (Nationale Top 40)                | 3              |
| Ucrania (TopHit)                          | 17             |
| Uruguay (Monitor Latino)                  | 10             |
| Venezuela (Record Report)                 | 35             |

### Listas mensuales
| Listas (2023)    | Mejor posición |
| ---------------- | -------------- |
| CEI (TopHit)     | 1              |
| Paraguay (SPG)   | 29             |
| Rusia (TopHit)   | 5              |
| Ucrania (TopHit) | 24             |

## Certificaciones
| País          | Organismo certificador | Certificación | Ventas certificadas | Ref.    |
| ------------- | ---------------------- | ------------- | ------------------- | ------- |
| Australia     | ARIA                   | Platino       | 70 000              | [ 95 ]  |
| Austria       | IFPI Austria           | Oro           | 15 000              | [ 96 ]  |
| Bélgica       | BEA                    | Oro           | 20 000              | [ 97 ]  |
| Canadá        | Music Canada           | Platino       | 80 000              | [ 98 ]  |
| Dinamarca     | IFPI Dinamarca         | Oro           | 45 000              | [ 99 ]  |
| España        | PROMUSICAE             | Oro           | 30 000              | [ 100 ] |
| Francia       | SNEP                   | Oro           | 100 000             | [ 101 ] |
| Italia        | FIMI                   | Oro           | 50 000              | [ 102 ] |
| Nueva Zelanda | RMNZ                   | Platino       | 30 000              | [ 103 ] |
| Polonia       | ZPAV                   | Oro           | 25 000              | [ 104 ] |
| Portugal      | AFP                    | Oro           | 5 000               | [ 105 ] |
| Reino Unido   | BPI                    | Oro           | 400 000             | [ 106 ] |
| Streaming     |                        |               |                     |         |
| Grecia        | IFPI Grecia            | Oro           | 1 000 000           | [ 107 ] |

## Historial de lanzamiento
| Región               | Fecha                | Formato(s)                 | Discográfica     | Ref.            |
| -------------------- | -------------------- | -------------------------- | ---------------- | --------------- |
| Varios               | 25 de mayo de 2023   | Descarga digital streaming | Atlantic Records | [ 12 ]          |
| Italia               | 26 de mayo de 2023   | Airplay                    | Warner Records   | [ 108 ]         |
| Estados Unidos       | 30 de mayo de 2023   | Contemporary hit radio     | Warner Records   | [ 109 ]         |
| Reino Unido, Irlanda | 14 de agosto de 2023 | CD                         | Warner Records   | [ 110 ] [ 111 ] |
| Reino Unido          | 24 de agosto de 2023 | Casete                     | Warner Records   | [ 112 ]         |